# Stizolestes modellus
Stizolestes modellus là một loài ruồi trong họ Asilidae. Stizolestes modellus được Bromley miêu tả năm 1932. Loài này phân bố ở vùng Tân nhiệt đới.